# なかじまちゅうじ
なかじま ちゅうじ（本名：中嶋 忠二）は、日本の男性アニメーター。スタジオ・リバティ代表。中島 忠二、中島 ちゅうじ名義でクレジットされることがある。

## 人物
70年代後期から現在に至るまで、ジャンルを問わず様々なテレビアニメで作画監督や原画を多く担当しており、キャリアは40年を超えたアニメーター。『ガタピシ』『どろろんぱっ！』では演出を手がけたこともあるが、それ以降はない。
おジャ魔女どれみシリーズの放映の4年間で、70年代からアニメファンではなかった視聴者にも、動画の彼ならではの癖から目に留まりだすようになった。

## 参加作品

### テレビアニメ
- ポールのミラクル大作戦（1976年 - 1977年、原画）
- 銀河鉄道999（1978年 - 1981年、作画監督・原画）[注 1]
- こぐまのミーシャ（1979年 - 1980年、原画）[注 1]
- 新竹取物語 1000年女王 （1981年 - 1982年、作画監督・原画）
- ドラえもん（1979年版）（1979年 - 2005年、作画監督・原画）
- 忍者ハットリくん（1981年 - 1987年、作画監督）
- スペースコブラ（1982年 - 1983年、原画）
- 三国志（1985年、原画）
- 三国志II 天翔ける英雄たち（1986年、原画）
- キャプテン翼（1983年 - 1986年、作画監督）
- オバケのQ太郎（新）（1985年 - 1987年、作画監督）
- エスパー魔美（1987年 - 1989年、作画監督）
- ビリ犬（1988年 - 1989年、作画監督・キャラクター設定）
- 美味しんぼ（1988年 - 1990年、作画監督・原画）
- ガタピシ（1990年 - 1991年、演出）
- クレヨンしんちゃん（1992年 - 、原画）
- ママは小学4年生（1992年、作画監督）
- ヤダモン（1992年 - 1993年、作画監督）
- 3丁目のタマ うちのタマ知りませんか? 第1期（1993年、作画監督・原画）
- ジャングルの王者ターちゃん（1993年 - 1994年、作画監督）
- 学校のコワイうわさ 花子さんがきた!!（1994年 - 1995年、作画）
- カラオケ戦士マイク次郎（1994年 - 1995年、原画）[注 1]
- 黄金勇者ゴルドラン（1995年、第40話作画監督）[注 2]
- 鬼神童子ZENKI（1995年、作画監督）
- ご近所物語（1995年 - 1996年、作画監督）
- 飛べ!イサミ（1995年 - 1996年、作画監督）[注 3]
- ナースエンジェルりりかSOS（1995年 - 1996年、原画）[注 2]
- 勇者指令ダグオン（1996年、第35話・第40話作画監督）[注 2]
- 花より男子（1996年 - 1997年、作画監督）
- 名探偵コナン（1996年 - 、原画）
- こどものおもちゃ（1996年 - 1998年、原画）[注 2]
- 逮捕しちゃうぞ（1996年 - 1997年、原画）
- EAT-MAN（1997年、原画）
- ももいろシスターズ（1998年、作画監督）[注 2]
- 夢のクレヨン王国（1997年 - 1999年、作画監督）
- 浦安鉄筋家族（1998年、原画）
- ポポロクロイス物語（1998年 - 1999年、作画監督）
- 小さな巨人 ミクロマン（1999年、作画監督）
- キョロちゃん（1999 - 2001年、作画監督）
- アークザラッド（1999年、原画）
- メダロット（1999年 - 2000年、原画）
- おジャ魔女どれみシリーズ（1999年 - 2003年、作画監督・原画[1]）[2]
- ヴァンドレッド（2000年、原画）
- グラビテーション（2000年 - 2001年、作画監督・原画）
- 学校の怪談（2000年 - 2001年、原画）
- スターオーシャンEX（2001年、作画監督）
- サイボーグ009 THE CYBORG SOLDIER（2001年 - 2002年、原画）
- PROJECT ARMS（2001年、作画監督）[注 2]
- タッチ CROSS ROAD～風のゆくえ～（2001年、原画）
- ココロ図書館（2001年 - 2002年、作画監督）
- ヒカルの碁（2001年 - 2003年、原画）
- 砂漠の海賊!キャプテンクッパ （2001年、原画）
- よばれてとびでて!アクビちゃん（2001年 - 2002年、作画監督）
- 遊☆戯☆王デュエルモンスターズ（2000年 - 2004年、原画）
- あたしンち（2002年 - 2009年、作画監督）
- 天地無用! GXP（2002年、作画監督）
- ボンバーマンジェッターズ（2002年 - 2003年、作画監督・原画）
- 満月をさがして（2002年 - 2003年、OP原画）
- 機動戦士ガンダムSEED（2002年 - 2003年、原画）[注 2]
- 天使な小生意気（2002年、原画）
- WOLF'S RAIN（2003年、原画）[注 1]
- .hack//黄昏の腕輪伝説（2003年、原画）
- クラッシュギアNitro（2003年、ED作画）
- AVENGER（2003年、OPED原画）
- 君が望む永遠（2003年、原画）
- 高橋留美子劇場（2003年、原画）
- 高橋留美子劇場 人魚の森（2003年、原画）
- 魁!!クロマティ高校（2003年 - 2004年、原画）
- 流星戦隊ムスメット（2004年、作画監督・原画）[注 3]
- MADLAX（2004年、作画監督）
- 蒼穹のファフナー（2004年、原画）
- お伽草子（2004年、原画）
- 今日からマ王!シリーズ
  - 今日からマ王! 第1期（2004年 - 2005年、作画監督・原画）
  - 今日からマ王! 第3期（2008年、原画）
- Get Ride! アムドライバー（2004年 - 2005年、原画）
- 吟遊黙示録マイネリーベ（2004年、原画）
- 魔法先生ネギま!（2005年、原画）
- うえきの法則（2005年 - 2006年、作画監督・原画）
- ツバサ・クロニクル（2005年 - 2006年、原画）
- 銀牙伝説WEED（2005年 - 2006年、作画監督・原画）
- 地獄少女シリーズ
  - 地獄少女（2005年 - 2006年、原画）
  - 地獄少女 二籠（2006年 - 2007年、原画）
  - 地獄少女 三鼎（2008年、原画）
- Fate/stay night（2006年、原画）
- シムーン（2006年、原画）[注 2]
- ひぐらしのなく頃に（2006年、原画・OP原画）
- 少年陰陽師（2006年 - 2007年、原画）
- 桃華月憚（2007年、原画）
- シャイニング・ティアーズ・クロス・ウィンド（2007年、原画）
- エル・カザド（2007年、原画）
- CODE-E（2007年、原画）
- DARKER THAN BLACK -黒の契約者-（2007年、原画）
- 素敵探偵ラビリンス（2007年、原画）
- しおんの王（2007年、原画）
- 破天荒遊戯（2008年、原画）
- Mnemosyne-ムネモシュネの娘たち-（2008年、第1話原画）
- Yes!プリキュア5GoGo!（2008年、原画）
- ヴァンパイア騎士シリーズ
  - ヴァンパイア騎士（2008年、原画）
  - ヴァンパイア騎士 Guilty（2008年、原画）
- 純情ロマンチカシリーズ
  - 純情ロマンチカ（2008年、原画）
  - 純情ロマンチカ2（2008年、原画）
- ソウルイーター（2008年、原画）
- カイバ（2008年、原画）
- イタズラなKiss（2008年、原画）[注 1]
- 鉄腕バーディー DECODE:02（2009年、原画）
- シャングリ・ラ（2009年、原画）
- 黒神 The Animation（2009年、原画）
- PandoraHearts（2009年、原画）
- 東京マグニチュード8.0（2009年、原画）
- うみものがたり 〜あなたがいてくれたコト〜（2009年、原画）
- 咲-Saki-（2009年、原画）
- 遊☆戯☆王5D's（2008年 - 2011年、原画）
- GA 芸術科アートデザインクラス（2009年、原画）
- うみねこのなく頃に（2009年、原画）
- 生徒会の一存（2009年、原画）
- 鋼の錬金術師 FULLMETAL ALCHEMIST（2009年 - 2010年、原画）
- おおかみかくし（2010年、原画）
- 聖痕のクェイサー（2010年、原画）
- バカとテストと召喚獣（2010年、原画）
- 薄桜鬼（2010年、原画）
- WORKING!!（2010年、原画）
- ぬらりひょんの孫（2010年、原画）
- 心霊探偵 八雲（2010年、原画）
- もっとTo LOVEる -とらぶる-（2010年、原画）
- べるぜバブ（2011年 - 2012年、作画監督補佐・原画）
- GOSICK -ゴシック-（2011年、原画）
- ドラゴンクライシス!（2011年、原画）
- ウルヴァリン（2011年、原画）
- Rio RainbowGate!（2011年、原画）
- TIGER & BUNNY（2011年、原画・OP原画）
- Aチャンネル（2011年、原画）
- そふてにっ（2011年、原画）
- へうげもの（2011年、原画）
- アスタロッテのおもちゃ!（2011年、原画）
- DOG DAYS（2011年、原画）
- ロウきゅーぶ!（2011年、作画監督補佐・原画）
- 神様ドォルズ（2011年、原画）
- バカとテストと召喚獣にっ!（2011年、原画）
- 真剣で私に恋しなさい!!（2011年、原画）
- ちはやふる（2011年 - 2012年、原画）
- UN-GO（2011年、原画）
- ぬらりひょんの孫 千年魔京（2011年、原画）
- エリアの騎士（2012年、作画監督・原画）
- ハイスクールD×D（2012年、作画監督補佐・原画）
- ダンボール戦機W（2012年、原画）
- Persona4 the ANIMATION（2012年、原画）
- 宇宙兄弟（2012年、作画監督・OP原画・原画）
- クイーンズブレイド リベリオン（2012年、原画）
- エウレカセブンAO（2012年、原画）
- 遊☆戯☆王ZEXAL（2012年、原画）[注 3]
- 銀河へキックオフ!!（2012年、原画）
- キングダム（2012年、原画）
- NARUTO -ナルト- SD ロック・リーの青春フルパワー忍伝（2012年、原画）
- トータル・イクリプス（2012年、原画）
- カンピオーネ! 〜まつろわぬ神々と神殺しの魔王〜（2012年、原画）
- うぽって!!（2012年、原画）
- だから僕は、Hができない。（2012年、作画監督）
- イナズマイレブンGO クロノ・ストーン（2012年、原画）
- 恋と選挙とチョコレート（2012年、原画）
- ココロコネクト（2012年、原画）
- BTOOOM!（2012年、原画）
- 超速変形ジャイロゼッター（2012年、作画監督・原画）
- 神様はじめました（2012年、原画）
- めだかボックス アブノーマル（2012年、原画）
- ジョジョの奇妙な冒険（2012年、原画）
- マギ（2012年、原画）
- 僕は友達が少ないNEXT（2013年、原画）
- ちはやふる2（2013年、原画）
- 問題児たちが異世界から来るそうですよ?（2013年、原画）
- カードファイト!! ヴァンガード リンクジョーカー編（2013年、原画）
- THE UNLIMITED 兵部京介（2013年、原画）
- ダンボール戦機W（2013年、原画）
- 閃乱カグラ（2013年、原画）
- 獣旋バトル モンスーノ（2013年、原画）
- DEVIL SURVIVOR 2 the ANIMATION（2013年、原画・第二原画）
- 宇宙戦艦ヤマト2199（2013年、原画）
- カーニヴァル（2013年、原画）
- 翠星のガルガンティア（2013年、原画）
- 帰宅部活動記録（2013年、原画）
- ステラ女学院高等科C3部（2013年、原画）
- Fate/kaleid liner プリズマ☆イリヤ（2013年、原画）
- 義風堂々!! 兼続と慶次（2013年、作画監督・原画）
- 進撃の巨人（2013年、原画）
- ブラッドラッド（2013年、原画）
- ハイスクールD×D NEW（2013年、原画）
- 私がモテないのはどう考えてもお前らが悪い!（2013年、原画）
- たまごっち! ゆめキラドリーム（2013年、原画）
- ローゼンメイデン(新アニメ)（2013年、原画）
- 世界でいちばん強くなりたい!（2013年、OP原画）
- メガネブ! （2013年、原画）
- 東京レイヴンズ（2013年、原画）
- 桜Trick（2014年、原画）
- わしも WASIMO（2014年、原画）
- ブレイドアンドソウル（2014年、原画）
- ベイビーステップ（2014年、作画監督・原画）
- 幕末Rock（2014年、原画）
- ハイキュー!!（2014年、原画）
- 毎度!浦安鉄筋家族（2014年、原画）
- ログ・ホライズン 第2シリーズ（2014年、原画）
- 食戟のソーマ（2015年、原画）
- BanG Dream!（2017年、原画）[注 3]
- ヘボット!（2017年、作画監督・原画）
- DIVE!!（2017年、作画監督）
- セントールの悩み（2017年、作画監督）
- ナナマル サンバツ（2017年、原画）
- コンビニカレシ（2017年、作画監督・原画）
- カードファイト!! ヴァンガードG Z（2017年 - 2018年、作画監督・原画）
- ダメプリ ANIME CARAVAN（2018年、原画）
- かくりよの宿飯（2018年、原画）
- ロード オブ ヴァーミリオン 紅蓮の王（2018年、作画監督・原画）
- DOUBLE DECKER! ダグ&キリル（2018年、原画）
- 軒轅剣 蒼き曜（2018年、作画監督）
- ベルゼブブ嬢のお気に召すまま。（2018年、作画監督）
- ぱすてるメモリーズ（2019年、原画）[注 3]
- 五等分の花嫁（2019年、作画監督）
- カードファイト!! ヴァンガード（2019年、作画監督・原画）
- どろろ（2019年、原画）
- イナズマイレブン オリオンの刻印（2019年、作画監督）[3]
- 神田川JET GIRLS（2019年、作画監督）[4]
- ポケットモンスター（2020年、原画）
- いわかける! - Sport Climbing Girls -（2020年、原画）
- ゾンビランドサガ リベンジ（2021年、原画）
- ゲッターロボ アーク（2021年、作画監督・原画）
- 乙女ゲームの破滅フラグしかない悪役令嬢に転生してしまった…X（2021年、原画）
- ヒロインたるもの!〜嫌われヒロインと内緒のお仕事〜（2022年、原画）
- ニンジャラ（2022年、原画）
- 宇崎ちゃんは遊びたい!ω（2022年、作画監督・原画）
- トモちゃんは女の子!（2023年、原画）
- ダークギャザリング（2023年、作画監督）
- はたらく魔王さま!!（2023年、原画）
- ドラえもん（2005年版）（2023年 - 2024年、作画監督・原画）
- 最強タンクの迷宮攻略〜体力9999のレアスキル持ちタンク、勇者パーティーを追放される〜（2024年、作画監督）

### OVA
- 銀河英雄伝説（1991年、原画）
- ZIGGY THE MOVIE それゆけ! R&R BAND（1991年、作画監督）
- のぞみウィッチィズ（1992年、原画）
- 永遠のフィレーナ（1992年 - 1993年、作画監督・原画）
- 気分は形而上 実在OL講座（1994年、作画監督・原画）
- 天使なんかじゃない（1994年、作画監督・原画）
- 小鉄の大冒険（1996年、原画）
- 変（1997年、作画監督）
- 私立荒磯高等学校生徒会執行部（2002年、原画）[注 2]
- ナースウィッチ小麦ちゃんマジカルてZ（2004年、原画）
- MURDER PRINCESS（2007年、原画）
- マリア様がみてる 3rdシーズン（2007年、原画）
- 今日からマ王! R（2007年 - 2008年、原画）
- ひぐらしのなく頃に礼（2009年、原画）
- AIKa ZERO（2009年、原画）
- クイーンズブレイド 美しき闘士たち（2010年、原画）
- こえでおしごと!（2010年、原画）
- べるぜバブ 〜拾った赤ちゃんは大魔王!?〜（2010年、原画）[注 4]
- SUPERNATURAL: THE ANIMATION（2011年、原画）
- かってに改蔵（2011年、作画監督協力）
- Aチャンネル+smile（2012年、原画）

### 劇場アニメ
- The Galaxy Express 999（1979年、原画）[注 1]
- SPACE ADVENTURE コブラ（1982年、作画）
- 忍者ハットリくん+パーマン 超能力ウォーズ （1983年、作画監督）[注 2]
- オーディーン 光子帆船スターライト（1985年、原画）
- 忍者ハットリくん+パーマン 忍者怪獣ジッポウVSミラクル卵（1985年、作画監督）[注 2]
- ペンギンズ・メモリー 幸福物語 （1985年、原画）
- エスパー魔美 星空のダンシングドール（1988年、原画）
- 本気!（1990年、作画監督）
- ドラゴンボール 最強への道（1996年、原画）
- ドラえもん のび太の南海大冒険（1998年、原画）
- 名探偵コナン 天国へのカウントダウン（2001年、原画）
- 映画 犬夜叉 時代を越える想い（2001年、原画）[注 3]
- コロの大さんぽ（2002年、原画）[注 3]
- 名探偵コナン 迷宮の十字路（2003年、原画）
- 名探偵コナン 銀翼の奇術師（2004年、原画）
- 劇場版ポケットモンスター アドバンスジェネレーション 裂空の訪問者 デオキシス（2004年、原画）
- スチームボーイ（2004年、原画）[注 3]
- 名探偵コナン 水平線上の陰謀（2005年、原画）
- 劇場版AIR（2005年、原画）
- 名探偵コナン 紺碧の棺（2007年、原画）
- 劇場版 ヤッターマン 新ヤッターメカ大集合! オモチャの国で大決戦だコロン!（2009年、原画）
- ブレイク ブレイド（2010年、原画）
- 銀幕ヘタリア Axis Powers Paint it, White（白くぬれ!）（2010年、原画）
- 劇場版 NARUTO -ナルト- 疾風伝 ザ・ロストタワー（2010年、原画）
- ルー=ガルー（2010年、原画）
- トワノクオン（2011年、原画）
- 劇場版ポケットモンスター ベストウイッシュ キュレムVS聖剣士 ケルディオ（2012年、原画）
- 劇場版 TIGER & BUNNY -The Beginning-（2012年、原画）
- ルパン三世VS名探偵コナン THE MOVIE（2013年、原画）[注 3]

### Webアニメ
- こぴはん（2011年、原画）

### アダルトゲーム
- SISTERS 〜夏の最後の日〜（2011年、ドラマパート原画）